# Antikeylogger
Un antikeylogger (o anti–keystroke logger) es un tipo de software específicamente diseñado para la detección de programas keylogger. A menudo, este tipo de software también incorpora la capacidad de eliminar o, al menos, inmovilizar programas keystroke logger ocultos en un ordenador. En comparación con muchos software antivirus o anti-spyware, la diferencia principal es que un antikeylogger no hace una distinción entre un legítimo programa keystroke-logging y un keystroke-logging ilegítimo (como malware); todos los keystroke-logging son marcados y opcionalmente eliminados, si parecen ser del tipo keystroke-logging.  

## Uso de losantikeyloggers
Los keyloggers son paquetes de malware descargados en los ordenadores sin consentimiento de los dueños de los equipos, los cuales pueden ser difíciles de detectar. Los llamados antikeylogging son programas desarrollados para frustrar los sistemas de keylogging. 
Los antikeyloggers son utilizados tanto por grandes organizaciones como por individuos para escanear y eliminar (o en algunos casos sencillamente inmovilizar) programas keystroke logging instalados en el equipo. En general, se aconseja a los desarrolladores de software que los escaneos de antikeylogging se ejecuten regularmente para reducir la cantidad de tiempo durante el cual un keylogger puede grabar nuestras pulsaciones del teclado. Por ejemplo, si se escanea el sistema cada tres días, hay un máximo de solo tres días durante los cuales un keylogger podría estar oculto en el ordenador y grabar las pulsaciones del teclado.

### Ordenadores públicos
Los ordenadores públicos son extremadamente susceptibles a la instalación de software y hardware keystroke logging, y  hay casos documentados de que esto está ocurriendo. Los ordenadores públicos son particularmente susceptibles a keyloggers porque cualquier persona puede obtener acceso a la máquina e instalar cualquier tipo de keylogger, el cual puede ser instalado en secreto en cuestión de minutos. Los anti-keyloggers son a menudo utilizados en una base diaria para asegurar que los ordenadores públicos no están infectados con keyloggers, y son seguros para uso público.

### Uso en juegos
Los keyloggers han prevalecido en la industria de los juegos en línea. Comenzaron a utilizarse para robar credenciales y después iniciar sesión en la cuenta de los usuarios; World of Warcraft ha sido de particular importancia, el cual ha sido objetivo de numeroso virus keylogging. Los antikeyloggers son utilizados por usuarios de World of Warcraft y otros miembros de comunidades de juegos en línea para mantener sus cuentas seguras.

### Instituciones financieras
Las instituciones financieras han sido el objetivo de los keyloggers, particularmente de aquellas instituciones que no utilizan sistemas de seguridad avanzados como la plataforma «ALFILER» o teclados de pantalla. Los antikeyloggers suelen utilizarse para realizar escaneos regulares en ordenadores que tienen acceso a información bancaria o información de los clientes, protegiendo contraseñas, información bancaria y números de tarjeta de crédito contra robos de identidad.